# بخش مرکزی (بوتسوانا)
بخش مرکزی (به لاتین: Central District) یک ناحیه در بوتسوانا است که در بوتسوانا واقع شده‌است. بخش مرکزی ۱۴۷٬۷۳۰ کیلومتر مربع مساحت و ۶۳۸٬۶۰۴ نفر جمعیت دارد.